# Liste der Bodendenkmale in Loose
In der Liste der Bodendenkmale in Loose sind die Bodendenkmale der Gemeinde Loose nach dem Stand der Bodendenkmalliste des Archäologischen Landesamts Schleswig-Holstein von 2016 aufgelistet.
| Denkmal-ID           | Befundart               | Bezeichnung                   | Zeitstellung | Lage | Bemerkungen | Bild |
| -------------------- | ----------------------- | ----------------------------- | ------------ | ---- | ----------- | ---- |
| aKD-ALSH-Nr. 003 302 | Grabmal > Großsteingrab | Steinkammer                   | Neolithikum  |      |             |      |
| aKD-ALSH-Nr. 003 303 | Befestigung > Burg      | Burg/Motte/Ringwall/Turmhügel | Mittelalter  |      |             |      |